# RDX
| RDX |

| Nombre de la IUPAC         | 1,3,5-trinitroperhidro-1,3,5-triacina 1,3,5-trinitro-1,3,5-triazaciclohexano |
| Fórmula química            | C3H6N6O6                                                                     |
| Peso molecular             | 222.110 g mol-1                                                              |
| Sensibilidad al choque     | Baja                                                                         |
| Sensibilidad a la fricción | Baja                                                                         |
| densidad                   | 1,82 g cm-3 at 20 °C                                                         |
| Velocidad explosiva        | 8,750 m s-1                                                                  |
| Factor E.R.                | 1,60                                                                         |
| Punto de fusión            | 205,5 °C                                                                     |
| Punto de ebullición        | 234 °C                                                                       |
| Apariencia                 | sólido cristalino incoloro.                                                  |
| Número CAS                 | 121-82-4                                                                     |
| PubChem                    | 8490                                                                         |
| SMILE                      | C1N(CN(CN1[N+](=O)[O-])[N+](=O)[O-])[N+](=O)[O-]                             |

La ciclotrimetilentrinitramina, también conocida como RDX, ciclonita, hexógeno, T4 o C1 (si a esta se le añaden plastificadores), es un explosivo nitroamina utilizado ampliamente en aplicaciones militares e industriales. Las variantes en su nomenclatura son Ciclotrimetileno-trinitramina y Ciclotrimetileno Trinitramina.
Este potente explosivo tiene aproximadamente 150% la potencia del T.N.T. (trinitrotolueno). Y además es uno de los explosivos caseros más sencillos de fabricar, por lo que es muy preciado por militares.
En su estado puro sintetizado, el RDX es un sólido cristalino blanco. Como explosivo se utiliza generalmente mezclado con otros explosivos y plastificantes o desensibilizadores. Es estable almacenado y se le considera uno de los altos explosivos militares más potentes.
El RDX es la base de algunos explosivos militares comunes: Compuesto A (explosivo granulado recubierto con cera que consiste en RDX y cera plastificante), compuesto A5 (mezclado con un 1,5% de ácido esteárico)
Además el RDX se utiliza como compuesto principal de muchos de los explosivos plásticos aglutinados que se usan en las armas nucleares.

## Propiedades
La velocidad de detonación del RDX a una densidad de 1,76 g cm³ es de 8.750 metros por segundo.
Es un sólido incoloro de densidad teórica máxima 1,82 g cm³. Se obtiene reacción que se produce al mezclar ácido nítrico concentrado con hexamina.
(CH2)6N4 + 4HNO3 → (CH2-N-NO2)3 + 3HCHO + NH4+ + NO3-
Una síntesis alternativa sin el uso de ácido nítrico, catalizada por una pequeña cantidad (sobre el 0,5%) de BF3 en éter etílico y que requiere grandes cantidades de anhídrido acético, además de paraformaldehído y nitrato amónico como reactivos:
3 CH2O + 3 NH4NO3 + 6 (CH3CO)2O -> (CH2N-NO2)3 + 12 CH3COOH
Esta reacción se realiza a unos 65 °C
Es un heterociclo con la forma molecular de un anillo. Comienza a descomponerse a unos 170 °C y se funde a 204 °C
A temperatura ambiente es muy estable. Se quema en vez de explotar y solo detona mediante el uso de un detonador. No se ve afectado por el fuego de armas cortas. Es menos sensible que el pentaeritritol tetranitrato (PETN). Sin embargo, es muy sensible cuando se le cristaliza a una temperatura por debajo de −4 °C.
En condiciones normales el RDX tiene una figura de insensibilidad de 80.
Sublima en el vacío, lo cual limita su uso en los cierres pirotécnicos en los vehículos espaciales.

## Historia
La invención del RDX data de la década de 1880, cuando el alemán Hans Henning lo ofrecía como medicina. Sus propiedades explosivas no fueron descubiertas por Henning hasta 1920. En los años veinte se produjo el RDX mediante la nitración directa de hexamina.
El RDX fue utilizado por ambos bandos en la Segunda Guerra Mundial. En el Reino Unido se fabricó en plantas piloto en la Fábrica real de pólvora Walthan Abbey en 1938 y en el Departamento de investigación del Arsenal real (Woolwich). En 1939 se diseñó una planta industrial gemela para instalarla en un nuevo emplazamiento: el Royal Ordnance Factory (ROF) de Bridgwater, lejos de Londres, comenzando la producción de RDX en 1941. El Reino Unido intentaba ser autosuficiente en los primeros años de la guerra, y en aquel momento los Estados Unidos de América aún era un país neutral. Canadá, miembro de la Commonwealth británica fue considerada para suministrar munición y explosivos, incluido el RDX. En Canadá, probablemente en el Departamento de química de la Universidad McGill, se descubrió y usó un método de producción ligeramente diferente pero que también utilizaba hexamina. Urbanski proporciona detalles de cinco métodos de producción. El proceso americano Bachman para la producción de RDX era más rico en HMX que el RDX del Reino Unido y existe la sugerencia de que esto provocó posteriormente la creación de una planta de HMX en el ROF de Bridgwater en 1955.
En la Segunda Guerra Mundial el RDX fue ampliamente usado en explosivos con mezcla de TNT, como el Torpex. Se utilizó en uno de los primeros explosivos plásticos. Se cree que fue utilizado en muchos objetivos de bombas, incluyendo objetivos terroristas. Fue dicho que se utilizó en los ataques con bomba en serie de Bombay (Mumbai) el 8 de marzo de 1993, donde murieron más de 300 personas y 1500 resultaron heridas. De nuevo el 11 de julio de 2006 tuvieron lugar una serie de explosiones muy potentes en siete trenes suburbanos en las líneas de ferrocarriles del oeste de Mumbai, donde hubo 209 muertos y más de 700 heridos. Más tarde se confirmó el uso del RDX por el terrorista islámico Lashkar-e-Toiba. Además de estos dos incidentes se usó el RDX en varias otras explosiones relacionadas con el terrorismo en la India.
Existen varias suposiciones sobre el significado del acrónimo RDX. Una de ellas dice que proviene de las siglas en inglés Royal Demolition Explosive. Otra de las suposiciones es que proviene de las siglas Research Department eXplosive. Probablemente la suposición más correcta es que proviene de las siglas utilizadas para dar nombre a los explosivos que fueron en una época RD (Research Department composition) y un número, aunque se desconoce por qué en este caso no se utilizó un número determinado sino que se usó una X como indeterminado. La historia cuenta que el departamento que emitía los números de los nuevos compuestos explotó, pero puede que esta historia fuera falsa. Más bien, la letra 'X' fue añadida para indicar algo desconocido, con la intención de sustituirla posteriormente por un número.
La primera referencia pública en el Reino Unido al nombre RDX, o R.D.X. en su forma oficial, se produjo en 1948. Sus autores fueron el director químico de la Royal Ordnance Factory (ROF) de Bridgwater, el departamento de investigación y desarrollo químico del arsenal real (Woolwich) y el director de la Royal Ordnance Factory, explosivos. Fue nombrado únicamente como RDX. Davis, un escritor de los Estados Unidos de América en 1943, estableció que en los Estados Unidos se conocía habitualmente al compuesto como ciclonita. En Alemania se llamó hexógeno y en Italia T4.